# Liste der Monuments historiques in Villey-le-Sec
Die Liste der Monuments historiques in Villey-le-Sec führt die Monuments historiques in der französischen Gemeinde Villey-le-Sec auf.

## Liste der Objekte
| Bezeichnung               | Beschreibung                                                     | Standort                                   | Kennzeichnung | Schutzstatus | Datum | Bild |
| ------------------------- | ---------------------------------------------------------------- | ------------------------------------------ | ------------- | ------------ | ----- | ---- |
| Skulptur Madonna mit Kind | Stein, farbig gefasst und vergoldet, Anfang des 16. Jahrhunderts | in der Kirche Nativité-de-la-Vierge (Lage) | PM54002004    | Inscrit      | 1978  |      |